# 伊関佑二郎
伊関 佑二郎（いぜき ゆうじろう、1909年12月1日 - 1999年1月17日）は、日本の外交官。外務省アジア局長、駐オランダ兼アイルランド特命全権大使、駐インド兼ネパール特命全権大使。

## 生涯
東京出身。日本統治時代の朝鮮の大田中学校（のちの大田高等学校）を経て、1929年第三高等学校文科甲類卒業。1932年東京帝国大学法学部政治学科卒業、外務省入省。1949年公職資格訴願審査委員会事務局長。1950年警察予備隊総隊副総監（警視監）。1951年外務省連絡局長。同年外務省国際協力局長。1952年に日米合同委員会でいわゆる米軍基地を決定する協定に署名した。その後MSA協定の交渉に関わった。1954年香港総領事。1957年法務省入国管理局長。1958年外務省移住局長。1959年外務省アジア局長。1962年大臣官房審議官。同年特命全権大使オランダ国駐箚。1964年兼アイルランド国駐箚。1966年特命全権大使インド国駐箚兼ネパール国駐箚。1968年退官。